# Sínodo do Carvalho

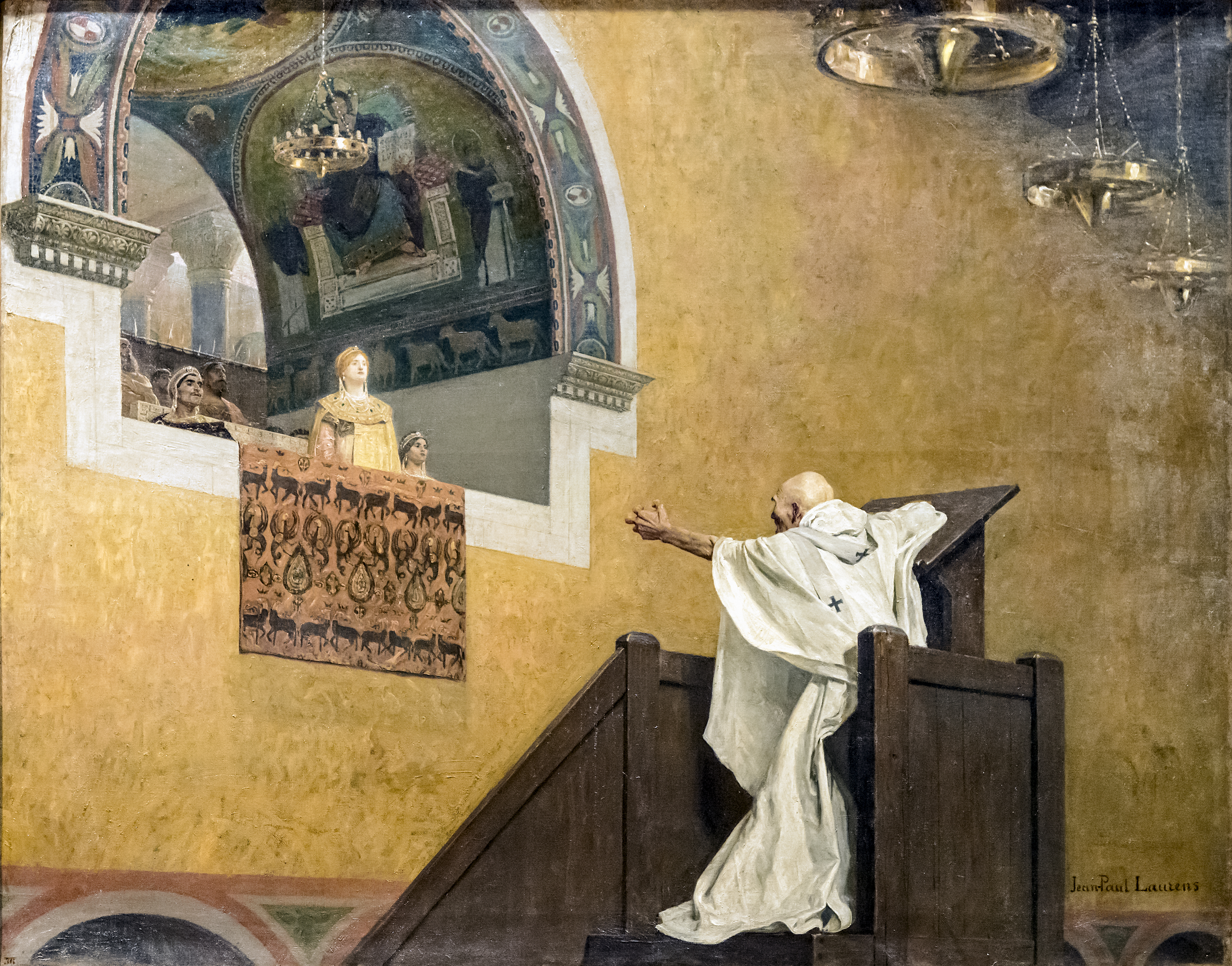
João Crisóstomo e a imperatriz Élia Eudóxia

O Sínodo do Carvalho foi um sínodo provincial realizado em Constantinopla em julho de 403, que condenou e depôs João Crisóstomo como Patriarca de Constantinopla. Ele foi chamado por este nome por Fócio em sua Bibliotheca.
Acredita-se amplamente que este sínodo foi motivado politicamente como resultado de uma conspiração entre vários dos opositores de Crisóstomo, incluindo a imperatriz Élia Eudóxia e Teófilo de Alexandria.

## Preâmbulo
No ano de 402, Teófilo tinha sido convocado pelo imperador até Constantinopla para se desculpar perante um sínodo, sobre o qual Crisóstomo presidiria, por conta de diversas acusações que foram feitas contra ele por bispos egípcios, especialmente pelos chamados "Altos Irmãos". Teófilo, ex-companheiro deles, se voltou contra o grupo e passou a persegui-los sob a acusação de origenismo. Colocando-se na liderança de soldados e servos armados, Teófilo marchou contra os monges, queimou a casa deles e maltratou os que conseguiu capturar.
Quando estes monges fugiram para Constantinopla para apelar ao Patriarca João, Teófilo escreveu para Epifânio de Salamina pedindo que ele fosse até lá e convencesse Crisóstomo a condenar os origenistas. Epifânio foi, mas quando ele percebeu que Teófilo estava apenas usando-o para avançar sua própria agenda, ele deixou a capital e acabou morrendo no caminho de volta à Chipre em 403. Para complicar a situação, Crisóstomo deu um sermão nesta mesma época sobre a vã luxúria feminina, que irritou a imperatriz - que imaginou que o discurso era pra ela - e fez com que ela ficasse ainda mais amarga com o Patriarca.

## O sínodo
Teófilo enfim apareceu em Constantinopla em meados de 403, mas não sozinho como havia sido comandado, mas com 29 de seus bispos sufragâneos e, continua Paládio, com uma grande quantidade de dinheiro e de presentes. Ele se alojou num dos palácios imperiais e realizou conferências com todos os adversários de Crisóstomo. E finalmente se retirou com os seus sufragâneos e sete outros bispos para uma villa nas redondezas de Constantinopla chamada Epi Dryn. Uma longa lista de acusações infundadas foi então apresentada contra Crisóstomo.
O sínodo agora tinha 42 arcebispos e bispos, muitos dos quais eram sírios e egípcios desfavoráveis ao Patriarca e trazidos por Teófilo. Então o sínodo reunido para julgar Teófilo de acordo com as ordens do imperador, agora convocou Crisóstomo para que se apresentasse e se desculpasse. Severiano de Gabala, bispo de Gabala na Síria (província romana), a quem Crisóstomo já tinha antes banido de Constantinopla por causa de seu envolvimento num complô contra o Patriarca, serviu de promotor e comandou a acusação. Crisóstomo naturalmente recusou a reconhecer a legalidade deste sínodo no qual seus inimigos declarados eram juízes. Após a terceira convocação, com o consentimento do imperador, ele foi declarado então deposto. Para evitar um derramamento de sangue inútil, ele se rendeu no terceiro dia aos soldados que o aguardavam. Mas as ameaças da população e um acidente inesperado no palácio imperial assustaram a imperatriz. Ela temia punições celestes por ter exilado Crisóstomo e ordenou que ele fosse trazido de volta imediatamente. Após alguma hesitação, o ex-Patriarca reentrou na capital em meio a um grande júbilo da população. Teófilo e seu partido fugiram para se salvar.

## Resultado
Os inimigos de João Crisóstomo não descansaram e logo conseguiram depô-lo e exilá-lo novamente em 24 de junho de 404. Ele morreu a caminho deste segundo exílio.